# Kalaus
Kalaus (rusky Калаус) je řeka ve Stavropolském kraji v Rusku. Je dlouhá 436 km. Plocha povodí měří 9700 km².

## Průběh toku
Pramení na Stavropolské vysočině. Ústí zprava do Východního Manyče.

## Vodní režim
Zdrojem vody jsou sněhové a dešťové srážky. Průměrný roční průtok vody u vesnice Vozdviženskoje ve vzdálenosti 60 km od ústí činí 3,23 m³/s. Zamrzá v první polovině prosince a rozmrzá v polovině března.

## Využití
Na řece se nachází města Světlograd a Ipatovo. Byl vybudován Kubáňsko-kalauský odvodňovací a zavlažovací systém.

## Ekologický stav
Koryto řeky na hranicích Světlogradu a Ipatova je silně znečištěno odpadky a domovním odpadem, protože je často využíváno obyvateli přilehlých domů jako volná skládka. Pokračující zanášení řeky snižuje průchodnost jejího koryta a dochází tak k zaplavování okolního území a snižuje se tím plocha osetých polí v okolí řeky.